# Iris korolkowii
Iris korolkowii är en irisväxtart som beskrevs av Eduard August von Regel. Iris korolkowii ingår i släktet irisar, och familjen irisväxter. Inga underarter finns listade i Catalogue of Life.